# EP 8
EP 8 è l'ottavo EP della cantante statunitense Qveen Herby, pubblicato il 26 maggio 2020 dalla Checkbook.

## Tracce
1. Sugar Daddy
2. Dump Truck
3. Mind Games
4. Check
5. Self Aware